# Thule - Polareskimoernes Land
|  | Denne artikel er oprettet af botten PalnaBot ud fra en ekstern database. Den kan derfor have sproglige fejl eller mangler. Denne skabelon kan fjernes efter kontrol af indholdet. |

Thule - Polareskimoernes Land er en film instrueret af Mogens Holm.

## Handling
Sommerteltet bygges - Behandling af sælskind - Forarbejdning af hvalrostand til harpunspidser - Fremstilling af fangstrem af remmesælens skind - Fangst af søkonger - Behandling af fangsten - Jagt på hvalros fra kajak - Bygning af et snehus - Kørsel med hundeslæde - En fanget hvalros slæbes på land - Hundene fodres.